# Ekscitatorni aminokiselinski transporter
Ekscitatorni aminokiselinski transporteri (EAAT), takođe poznati kao glutamatni transporteri, pripadaju familiji neurotransmiterskih transportera. Glutamat je glavni ekscitatorni neurotransmiter u mozgu kičmenjaka. EAAT prenose ekscitatorni signal putem uklanjanja (preuzimanja) glutamata i neuronskog sinaptičkog otvora u neuroglijama i neuronima.
EAAT su za membranu vezani sekundarni transporteri koji podsećaju na jonske kanale. Ovi transporteri imaju važnu ulogu u regulaciji koncentracija glutamata u ekstracelularnom prostoru putem njegovog transporta zajedno sa drugim jonima kroz ćelijske membrane. Nakon oslobađanja glutamata uzrokovanog akcionim potencijalom, glutamatni transporteri ga brzo uklanjaju iz ekstracelularnog prostora da bi ga održali na niskom nivou, i time se završava sinaptička transmisija.

## Spoljašnje veze
- Glutamate+Transporter на 